# Oemleria cerasiformis
Емлерія вишнеподібна (Oemleria cerasiformis) — вид рослин, що належить до монотипового роду емлерія.

## Назва
В англійській мові має назву «індіанська алича» (англ. Indian plum) або «ягоди осо» (англ. oso berry).

## Будова
Кущ чи невелике дерево до 5 м з гладенькою рожево-коричневою корою, що одним з перших серед дерев цвіте навесні. Стовбур вкритий оранжевими сочевичками. Листя з'являються дуже рано, мають смак огірків, ланцетну форму 5-15 см завдовжки з хвилястим краєм. Знизу листя має світліший колір. Квіти білі чи зеленуваті, 12 мм, з'являються групами. Стиглі плоди до 12 мм приваблюють птахів та ссавців.

## Поширення та середовище існування
Зростає на узбережжі Тихого океану в США у лісах разом з псевдотсугами Мензіса та білими дубами (Quercus alba). Зустрічається на висоті від 250 м до 1700 м над рівнем моря.

## Практичне використання
Плоди їли в невеликій кількості свіжими, вареними або сушеними корінні американці. Смак незрілих плодів гіркий і терпкий, але вони стають більш приємними, коли повністю дозрівають. Тубільці також використовували гілочки та кору для різних лікарських цілей. Листя, насіння і навіть плоди можуть містити у невеликій кількості ціанистий водень, і тому їх слід вживати лише в невеликій кількості.

## Галерея

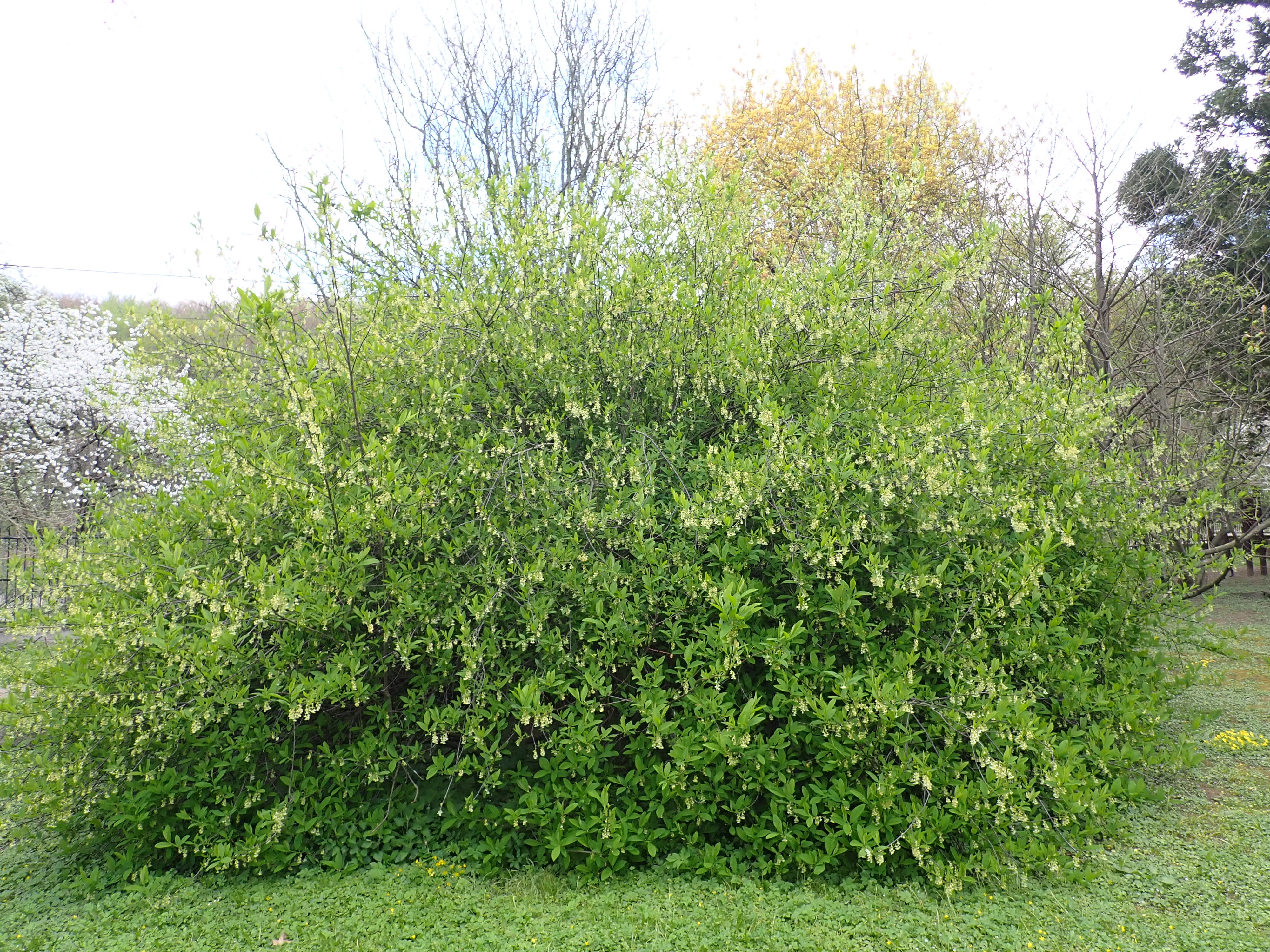
Рослина
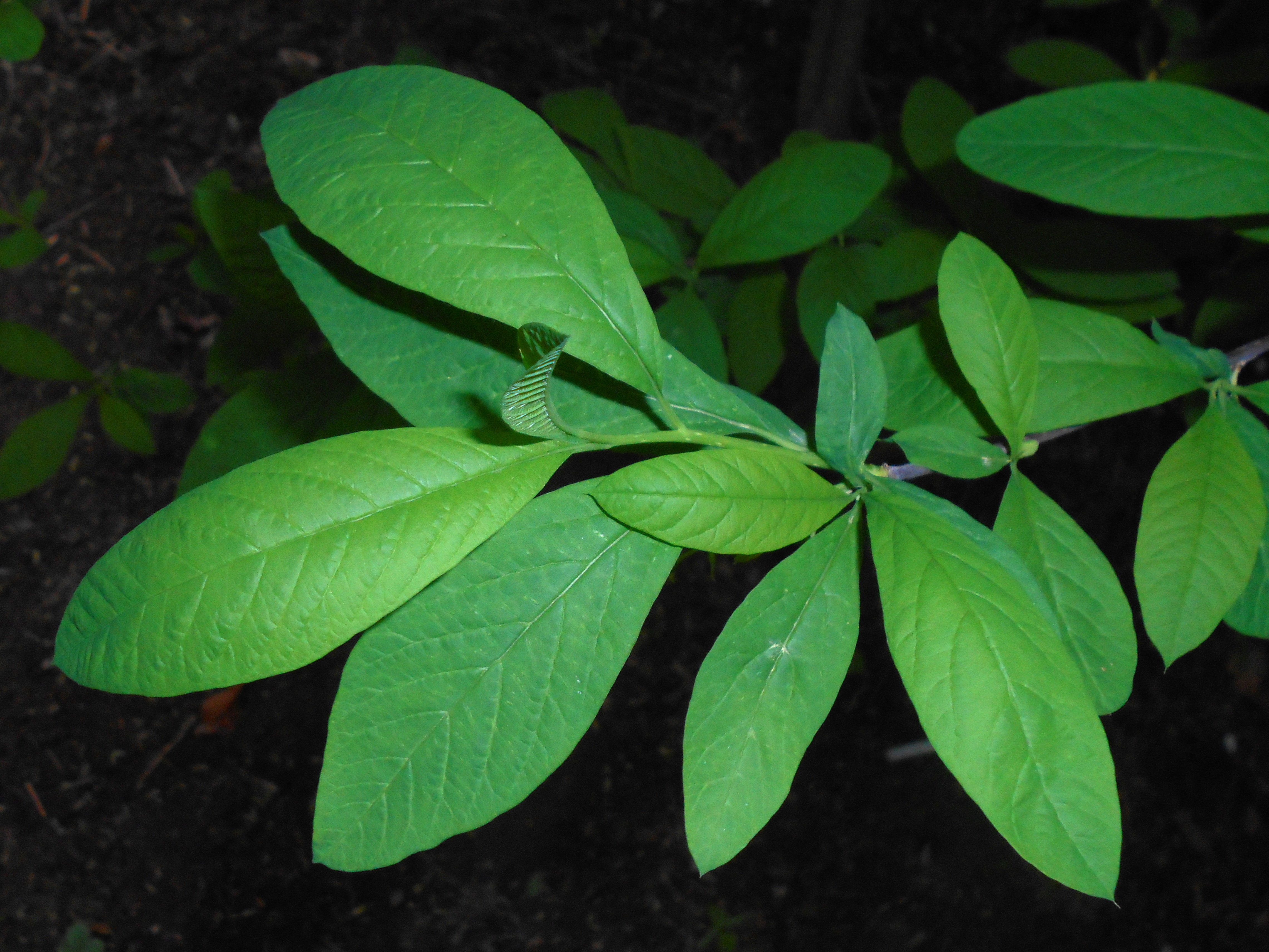
Листя
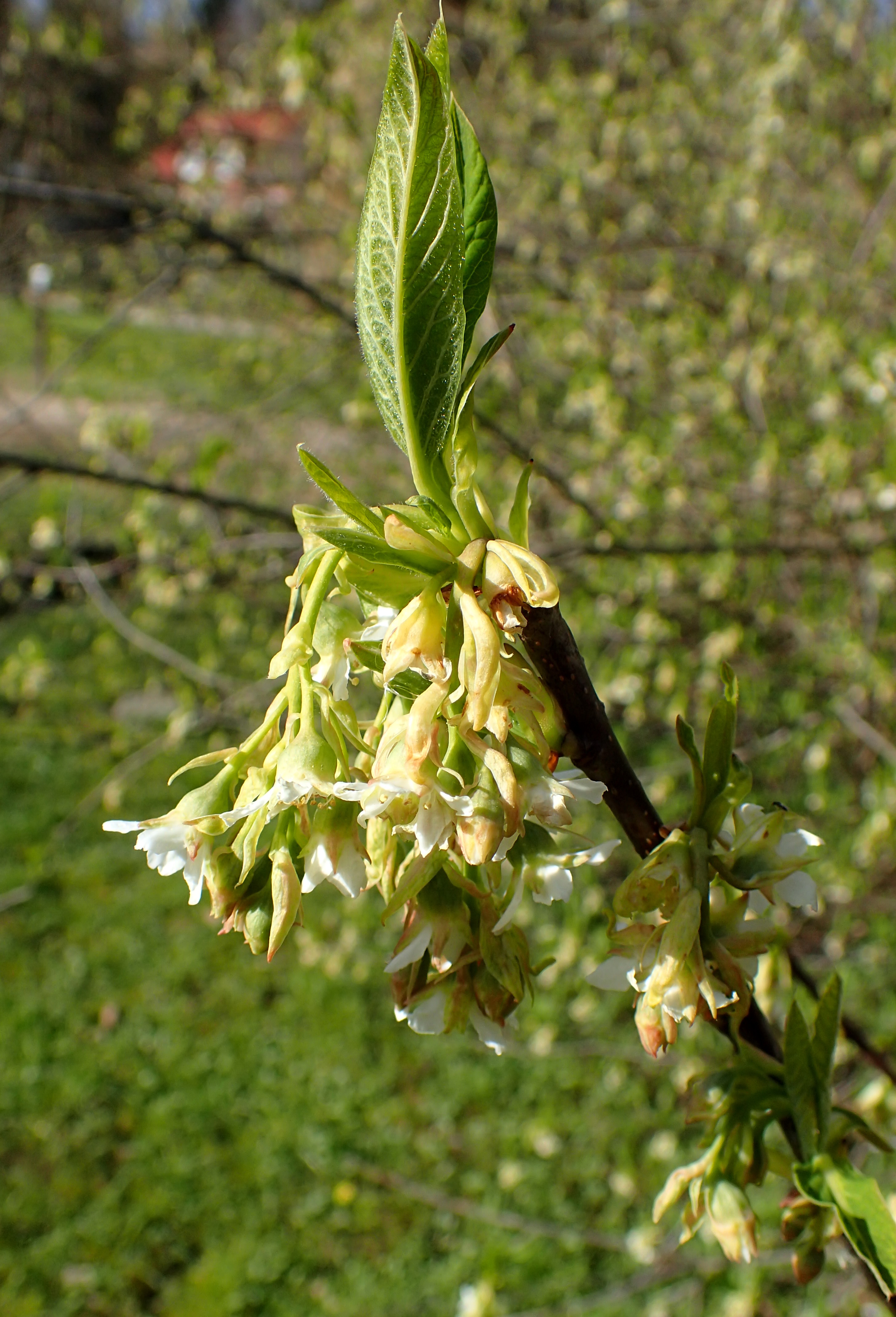
Квіти
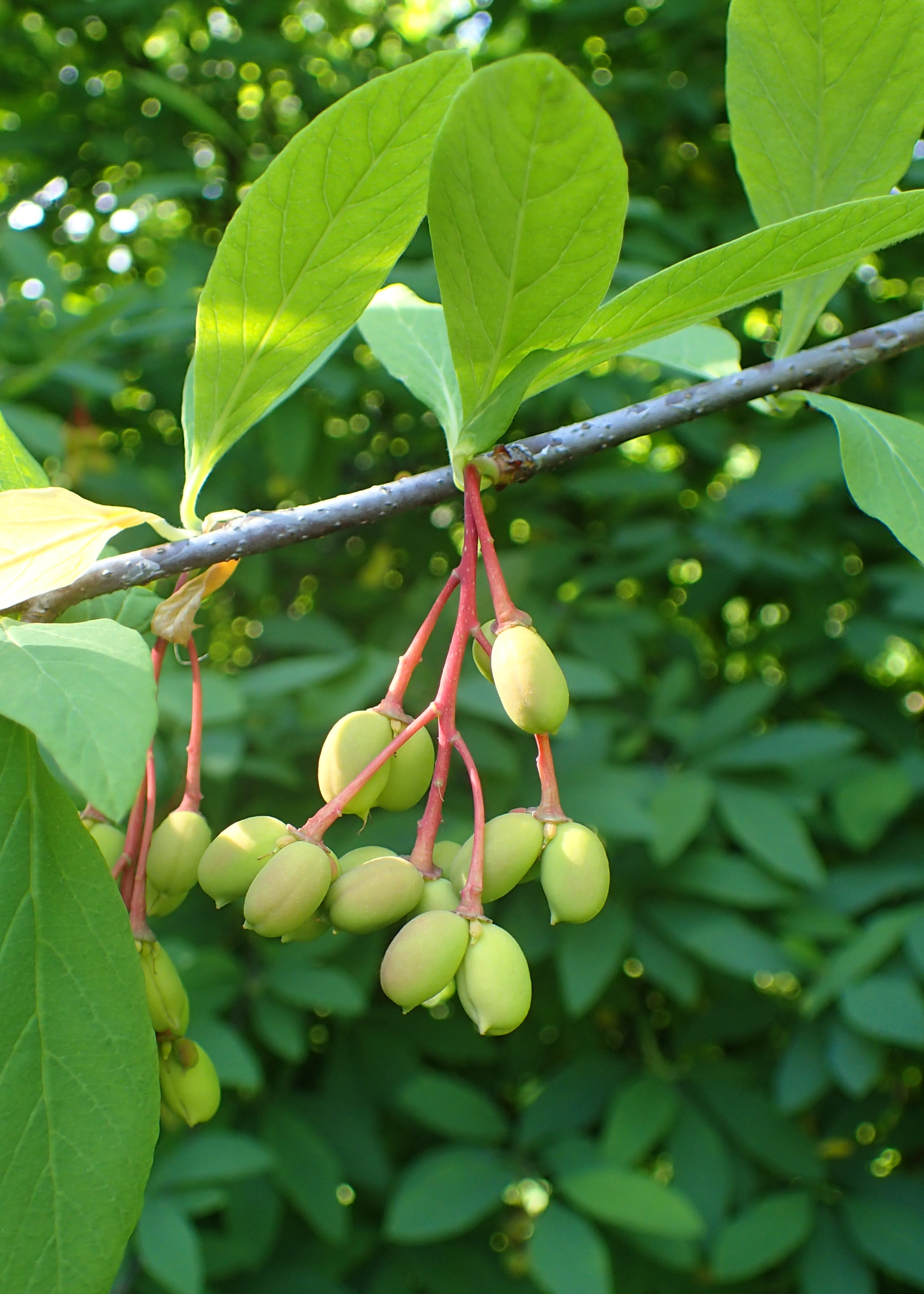
Зелені плоди
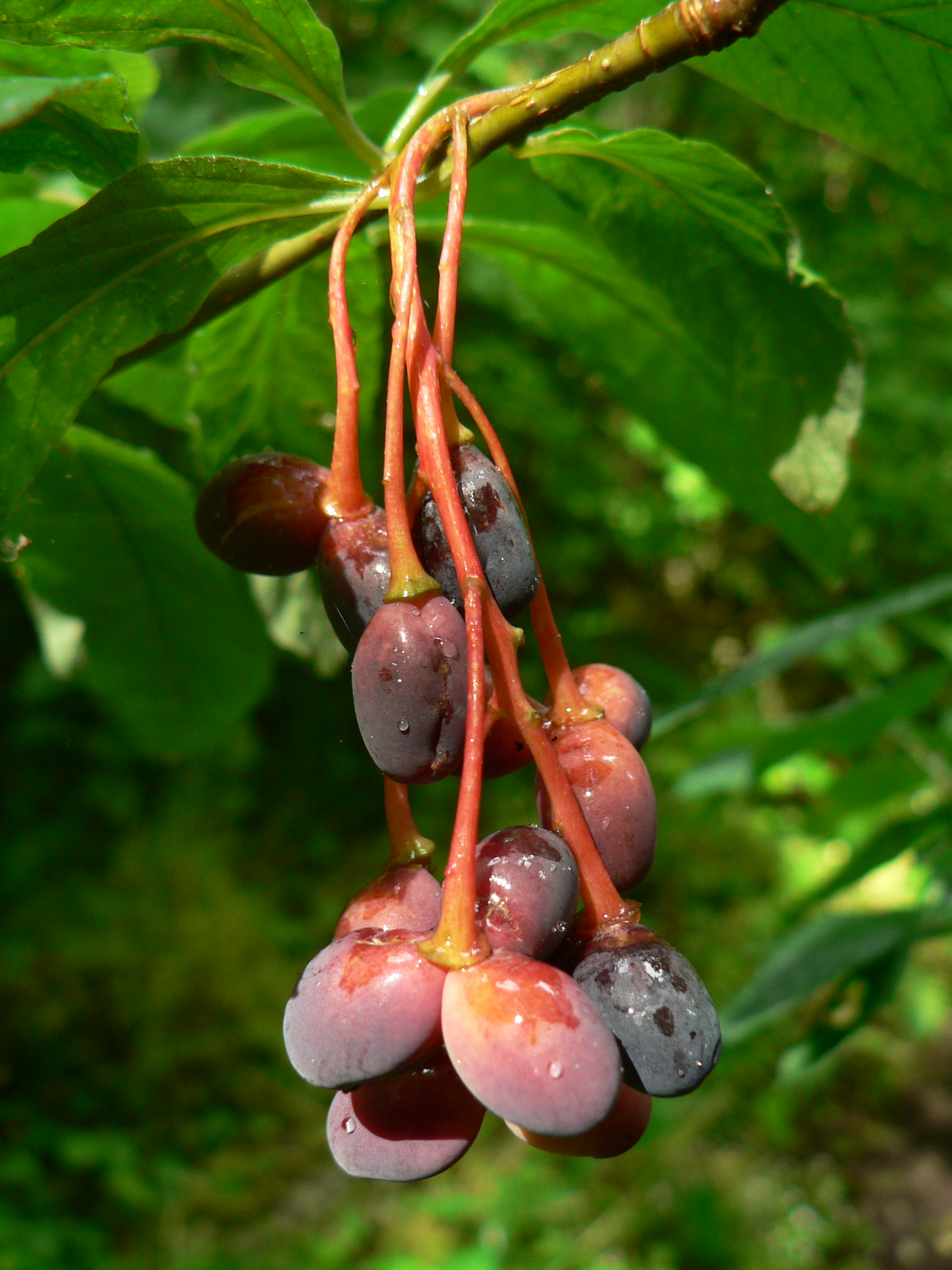
Плоди